# La rossa/Quando il sipario...
La rossa/Quando il sipario... è un singolo di Milva, pubblicato dalla Ricordi nel 1980.

## La rossa
La rossa è un brano scritto ed arrangiato da Enzo Jannacci e Natale Massara incluso nell'album La Rossa, interamente scritto e prodotto dal cantautore milanese. Il brano, una delle canzoni più rappresentative della cantante, giocava sulla doppia valenza di indicare il colore dei capelli di Milva, ma anche la sua fede politica a sinistra, rivendicata in diverse esternazioni nel corso della sua carriera.
Il testo è un flashback sulla vita dell'artista, che racconta la sua infanzia, la giovinezza in cui decise di cantare, i successi ed anche i periodi di buio in preda alla depressione, una sorta di bilancio di tutta la carriera della cantante:
E poi le venne da morire
E poi fu come andare in fondo al mare
Finché l'applauso finì»

## Quando il sipario...
Quando il sipario... è la canzone pubblicata sul lato B del singolo, scritta sempre da Jannacci ed inclusa anch'essa nell'album, dal testo crepuscolare di un'artista che anche in questo caso si interroga su quello che succederà dopo che il sipario sarà calato sulla sua carriera e sulla sua vita.

## Edizioni
Il singolo fu pubblicato in Italia con numero di catalogo SRL 10922 su etichetta Ricordi, anche in versione promo white label. Nel 1981 il singolo fu distribuito anche in Argentina con il titolo La rossa/Cuando el telon..., con numero di catalogo 4737 su etichetta MICSA.